# Mașinărie politică

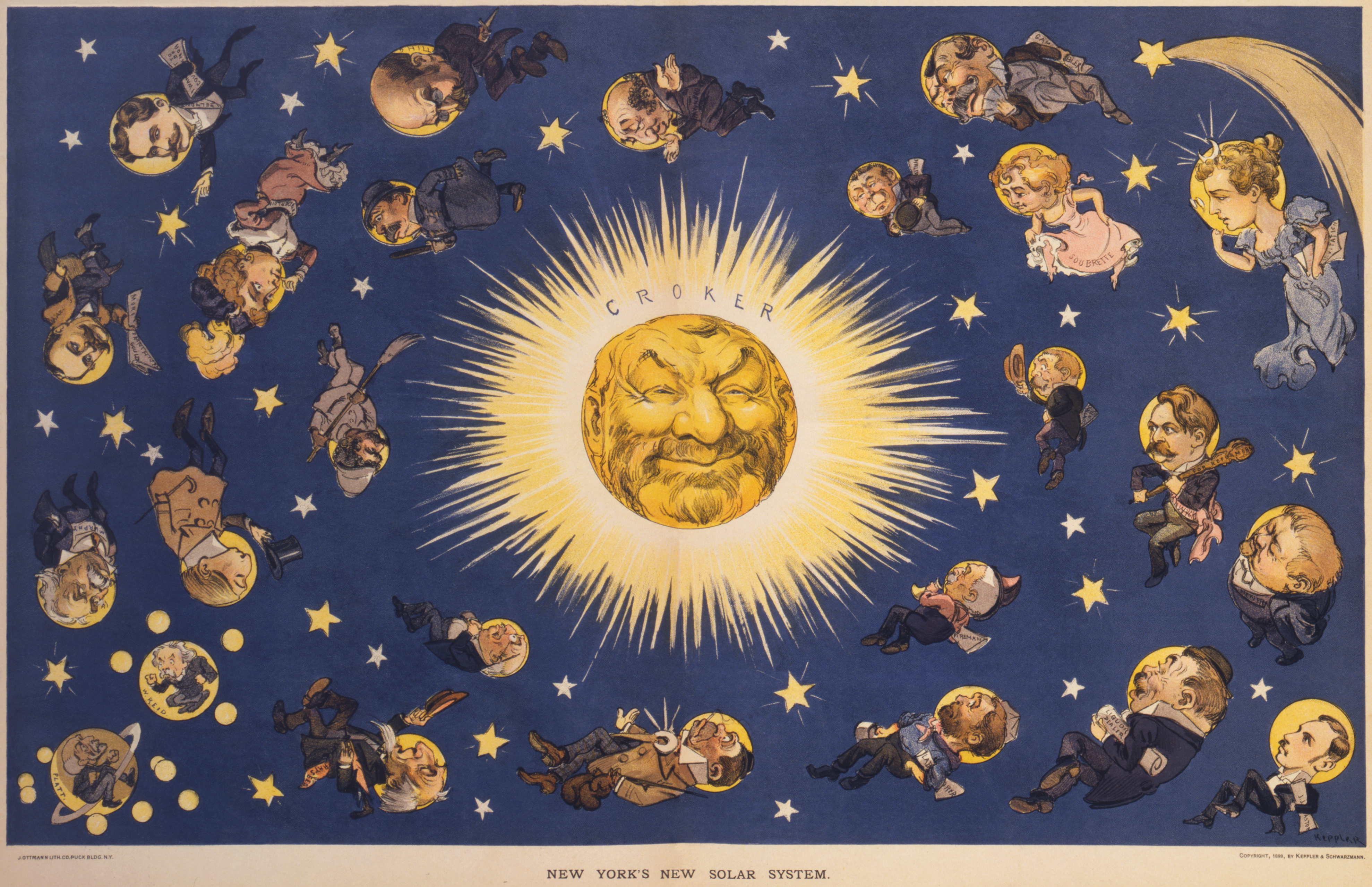
În această caricatură de din 1889, publicată în ', toată politica din New York se învârte în jurul baronului local.

În politica democrațiilor reprezentative, o mașinărie (sau o mașină) politică este o organizație de partid care își recrutează membrii prin utilizarea unor stimulente tangibile (cum ar fi bani sau angajări în posturi la stat) și care se caracterizează printr-un grad ridicat de control exercitat de conducere asupra activității membrilor. Puterea mașinăriei se bazează pe capacitatea baronului local sau a grupului de a aduce voturi⁠(d) pentru candidații lor în ziua alegerilor.
Aceste elemente sunt comune majorității partidelor și organizațiilor politice, dar sunt esențiale pentru mașinile politice, care se bazează pe ierarhie și recompense pentru puterea politică, adesea impuse de o structură puternică de whip⁠(d). Mașinăriile sunt uneori ținute în mână de un baron local, de obicei se bazează pe clientelism politic⁠(d), pe un sistem de pradă politică⁠(d), pe controlul „în culise” și pe legăturile politice de lungă durată în structura unei democrații reprezentative. Mașinăriile sunt de obicei organizate pe o bază permanentă, și nu pe un singur eveniment electoral. Termenul de „mașinărie” este folosit adesea de adversarii ei reformatori într-un sens peiorativ. Termenii de „mașinărie” și „baron local” erau în secolul al XIX-lea epitete negative folosite de adversarii reformatori ai sistemului. Cu toate acestea, în secolul al XX-lea, pentru savanți și analiști, aceștia au devenit termeni standard care uneori subliniază inclusiv contribuțiile pozitive ale fenomenului.

## Definiție
Encyclopædia Britannica definește „mașinăria politică” ca „o organizație de partid, condusă de un baron local sau de un mic grup autocratic, care deține suficiente voturi pentru a menține controlul politic și administrativ asupra unui oraș, comitat sau stat”. William Safire⁠(d), în Safire's Political Dictionary, definește „politica de mașinărie” ca fiind „alegerea oficialilor și adoptarea legislației prin puterea unei organizații create pentru acțiune politică”. El observă că termenul este în general considerat peiorativ, implicând adesea corupție.
Ierarhia și disciplina sunt semnele distinctive ale mașinăriilor politice. „Înseamnă în general organizare strictă”, potrivit lui Safire. Citându-l pe Edward Flynn⁠(d), un lider democrat din comitatul Bronx, care a condus cartierul din 1922 până la moartea sa în 1953, Safire scria că „așa-numitul alegător «independent» ar fi naiv să presupună că o mașinărie politică este condusă numai de bunăvoință, sau dorință de susținere politică, pentru că nu este doar o mașină, și în orice organizație, ca în orice armată, trebuie să existe disciplină.”
Clientelismul politic, deși adesea asociat cu mașinăriile politice, nu este esențial pentru definiția acesteia nici pentru Safire, nici pentru Britannica.

## Funcțiune
O mașină politică este o organizație de partid care își recrutează membrii prin utilizarea unor stimulente tangibile —bani, locuri de muncă în aparatul de stat — și care se caracterizează printr-un grad ridicat de control al conducerii asupra activității membrilor.
Mașinăriile politice au început ca organizații Grassroots⁠(d) care încercau să dobândească susținerea politică⁠(d) necesară pentru a câștiga alegerile moderne. Dispunând de o astfel de susținere puternică, aceste „cluburi” au fost principala forță motrice în obținerea și valorificarea „votului direct al partidului” în circumscripțiile electorale.

## În istoria Statelor Unite ale Americii
Termenul de „mașinărie politică” datează din secolul al XIX-lea în Statele Unite, unde astfel de organizații existau în unele comune și state încă din secolul al XVIII-lea.

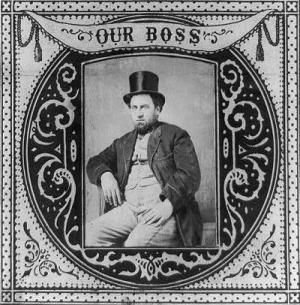
Etichetă de tutun din 1869 cu, baronul local al orașului New York din secolul al XIX-lea

La sfârșitul secolului al XIX-lea, orașele mari din Statele Unite — Boston, Chicago, Cleveland, Kansas City, New York City, Philadelphia, St. Louis, Memphis — erau acuzate că folosesc mașini politice. În acest timp, „orașele au cunoscut o creștere rapidă sub o guvernare ineficientă”. Mașinăria fiecărui oraș trăia sub un sistem ierarhic, cu un „baron local” care beneficia de loialitatea liderilor mediului de afaceri local, a oficialilor aleși⁠(d) și a celor numiți de aceștia în diverse funcții, și care cunoștea proverbialele butoane care trebuie apăsate pentru a duce lucrurile la bun sfârșit. Din dominația mașinăriilor politice, au rezultat atât beneficii cât și probleme.
Acest sistem de control politic – cunoscut sub numele de „baronism” – a apărut în special în Epoca Aurită. O singură figură puternică (baronul) era în centru și era conectat strâns cu o organizare complexă de figuri mai mici (mașinăria politică) prin reciprocitate în promovarea intereselor financiare și sociale. Una dintre cele mai infame dintre aceste mașini politice a fost Tammany Hall⁠(d), mașinăria Partidului Democrat care a jucat un rol major în controlarea orașului New York și a politicii New Yorkului și a ajutat imigranții, în special irlandezii, să se ridice în politica americană din deceniul anilor 1790 până în anii 1960. Din 1872, Tammany a avut un „baron local” irlandez. Cu toate acestea, Tammany Hall a servit și ca motor pentru mită⁠(d) și corupție politică, poate cel mai notoriu sub William M. „Boss” Tweed⁠(d) la mijlocul secolului al XIX-lea.
Lordul Bryce⁠(d) îi descrie pe acești baroni locali spunând:
„O armată condusă de un consiliu rareori învinge: Ea trebuie sa aibă un comandant suprem, care rezolvă disputele, ia hotărâri în situații de urgență, inspiră frică sau atașament. Șeful Cercului este un astfel de comandant. El stabilește locurile fiecăruia, îi răsplătește pe cei credincioși, în pedepsește pe rebeli, pune la cale mașinațiuni, negociază înțelegeri. În general, evită publicitatea, preferând substanța în locul pompei puterii, și este cu atât mai periculos pentru că stă, ca un păianjen, ascuns în mijlocul pânzei. El este un Baron.”
Când a fost întrebat dacă este baron local, James Pendergast⁠(d) a spus doar:
„Mi s-a mai spus «baron». Tot ce există e faptul că ai prieteni, faci lucruri pentru oaeni, și apoi ei fac la rândul lor lucruri pentru tine ... Nu poți constrânge oamenii să facă lucruri pentru tine—nu poți să-i faci să voteze pentru tine. N-am constrâns niciodată pe nimeni în viața mea. Oricând vezi pe vreunul care dă cu bulodezerul în alții, ăla nu o să reziste mult.”
Înainte de a deveni președinte în 1901, Theodore Roosevelt a fost profund implicat în politica orașului New York. El a explicat cum funcționa mașinăria:
„Organizația unui partid la noi în oraș este foarte asemănătoare cu o armată. Există un șef central mare, asistat de câțiva locotenenți capabili și de încredere; ei comunică cu diferiți șefi pe districte, pe care când îi intimidează, când îi ajută. Șeful de district la rândul lui, are sub el mai mulți semisubordonați-semialiați; aceștia mai târziu aleg căpitanii colegiilor electorale etc., care intră în contact cu răcanii de rând.”

### Strategia de vot
Multe mașinării s-au format în orașe în SUA la sfârșitul secolului al XIX-lea, pentru a-i sluji pe imigranții care le considerau un vehicul de obținere de drepturi politice. Participanții la mașinării ajutau la câștigarea alegerilor, asigurând prezența în ziua alegerilor a unui număr mare de alegători, atrași cu promisiunea distribuirii cheltuirii de fonduri guvernamentale în folosul lor. Era în interesul mașinăriei să mențină nu mai mult de minimul sprijinului necesar. Odată ce deveneau majoritari și puteau conta pe o victorie, era mai puțin necesară recrutarea de noi membri, deoarece aceasta însemna doar divizarea recompenselor clientelismului politic la mai mulți oameni. Ca atare, imigranții sosiți mai târziu, cum ar fi evreii, italienii și alți imigranți din sudul și estul Europei între anii 1880 și 1910, căpătau mai puține recompense din sistemul mașinăriei decât irlandezii deja stabiliți. În același timp, cei mai înverșunați adversari ai mașinăriilor erau membrii clasei de mijloc, care erau indignați de corupție și nu aveau nevoie de ajutoare financiare.
Corupția politicii urbane din Statele Unite⁠(d) a fost denunțată de cetățenii privați. Ei au realizat reforma serviciului public național și de stat și au lucrat pentru a înlocui sistemele locale de clientelism politic cu serviciul public⁠(d). Pe vremea lui Theodore Roosevelt, epoca progresistă⁠(d) a mobilizat milioane de cetățeni să voteze împotriva mașinăriilor.

### Din anii 1930 până în anii 1970
În anii 1930, James A. Farley⁠(d) a fost principalul distribuitor al sistemului de clientelism politic al Partidului Democrat prin intermediul Poștei și al Works Progress Administration⁠(d) (WPA), care în cele din urmă a naționalizat multe dintre locurile de muncă controlate până atunci de mașinăriile politice. New Deal a permis mașinăriilor să recruteze pentru WPA și Civilian Conservation Corps, făcând ca mașinăria lui Farley să devină cea mai puternică. Toate angajările în posturi bine plătite erau verificate prin Farley, inclusiv cele prezidențiale. Mașinăria New Deal s-a destrămat după ce a părăsit administrația pe marginea problemei celui de al treilea mandat prezidențial în 1940⁠(d). Acele agenții au fost în cea mai mare parte desființate în 1943, iar mașinăriile și-au pierdut brusc o mare parte din clientela politică. Imigranții săraci de până atunci, care beneficiaseră de pe urma mașinăriei naționale a lui Farley, deveniseră asimilați și prosperi și nu mai aveau nevoie de asistența informală sau extralegală furnizată de mașinării. În anii 1940, majoritatea mașinăriilor din orașele mari s-au prăbușit, cu excepția orașului Chicago.
O mașinărie politică locală din Tennessee în anii 1930 și 1940 a fost îndepărtată cu forța în ceea ce a fost cunoscut sub numele de bătălia de la Athens din 1946⁠(d) .
Comunitățile mai mici, cum ar fi Parma, Ohio⁠(d), în epoca de după Război Rece sub gruparea „Good Old Boys” a procurorului Bill Mason și în special comunitățile din Sudul Profund, unde politica de mașinărie a orașelor mici este ceva relativ comun, prezintă și ele ceea ce ar putea fi clasificat drept mașinării politice, deși aceste organizații nu aveau puterea și influența rețelelor baronilor mai mari enumerați în acest articol. De exemplu, „Partidul Cracker” a fost o mașinărie politică a Partidului Democrat care a dominat politica orașului în Augusta, Georgia⁠(d), timp de peste jumătate din secolul al XX-lea. Mașinăriile politice prosperă și în rezervațiile băștinașilor americani, unde autonomia tribală este folosită ca scut împotriva legilor federale și de stat împotriva acestei practici.
În deceniile anilor 1960 și 1970, Edward Costikyan⁠(d), Ed Koch, Eleanor Roosevelt și alți reformatori au activat pentru a elimina Tammany Hall din comitatul New York . Într-o măsură mai mică, mașinăriile Partidului Democrat din comitatele Kings, Bronx și Queens au continuat să funcționeze până la sfârșitul anilor 1980.

## În Japonia
Partidul Liberal Democrat din Japonia este adesea citat ca o altă mașinărie politică, menținând puterea în zonele suburbane și rurale prin controlul asupra funcțiilor din domeniul agricol și agențiilor de construcție de drumuri. În Japonia, cuvântul jiban (literalmente „bază” sau „fundație”) este cuvântul folosit pentru mașinăriile politice. Timp de decenii, PLD a reușit să domine circumscripțiile rurale, cheltuind masiv în zonele rurale, formând legături clienteliste cu multe grupuri și în special cu agricultura.
Se așteaptă ca liderii fracțiunilor politice japoneze să distribuie fonduri mochidai (literalmente „bani de gustare”) pentru a-i ajuta pe subordonați să câștige alegerile. Pentru cadoul anual de sfârșit de an din 1989, Cartierul General al Partidului LD a dat 200.000 de dolari fiecărui membru al Dietei. Susținătorii colectează beneficii, cum ar fi plăți în bani distribuite de politicieni alegătorilor la nunți, înmormântări, petreceri de Anul Nou, printre alte evenimente, în schimbul ignorării faptelor de corupție. Legăturile politice sunt ținute împreună prin căsătorii între familiile politicienilor de elită. Nisei, familiile politice de a doua generație, s-au înmulțit din ce în ce mai mult în viața politică japoneză, datorită unei combinații între recunoașterea numelui, legături de afaceri și resurse financiare și rolul mașinăriilor politice personale.

## Evaluare
Sintagma este considerată peiorativă „pentru că sugerează că interesul organizației este pus înaintea celui al publicului larg”, potrivit lui Safire. Mașinăriile sunt criticate ca fiind nedemocratice și pentru că încurajează inevitabil corupția.
Din anii 1960, unii istorici au reevaluat mașinăriile politice, considerându-le eficiente, în ciuda corupției. Mașinăriile erau nedemocratice, dar reactive. Ele erau capabile totuși să limiteze cererile de cheltuieli ale cercurilor de interese. În Primas and Money, o comparație între administrația municipală din Chicago și New York, Ester R. Fuchs a creditat Organizația Democrată a Comitatului Cook că i-a dat primarului Richard J. Daley⁠(d) puterea politică de a refuza contractele sindicale pe care orașul nu și le putea permite și de a face guvernul statului să își asume costurile împovărătoare, cum ar fi asistența socială și finanțarea justiției. Descriind New Yorkul, Fuchs scria: „New York a primit reformă, dar nu a primit niciodată o bună guvernare”. În același timp, așa cum sugerează Dennis R. Judd și Todd Swanstrom în City Politics, acest punct de vedere însoțește credința comună că nu există alternative viabile. Ei continuă să sublinieze că această idee este falsă, deoarece există cu siguranță în această perioadă exemple de lideri orientați spre reformă și anti-mașinărie.
În articolul său de la jumătatea anului 2016 „Cum a înnebunit politica americană” din The Atlantic, Jonathan Rauch⁠(d) a susținut că mașinăriile politice din trecut aveau defecte, dar ofereau o guvernare mai bună decât alternativele. El a scris că mașinăriile politice au creat stimulente pozitive pentru ca politicienii să colaboreze și să facă compromisuri – spre deosebire de urmărirea „interesului propriu” tot timpul.